# Sveriges ekonomiska historia
Sverige har sedan järnåldern haft en omfattande utrikeshandel som ofta har begränsat sig till ett fåtal viktiga import- och exportvaror. Dessa har oftast kommit från råvarutillgång i landet, framför allt järn och trä.

## Förhistorisk tid
Den svenska ekonomin bestod till en början, under den del av stenåldern som brukar kallas jägarstenålder, av en jägar-samlar-ekonomi. En betydande förändring inträffade i och med jordbrukets införande cirka 4200 år f.Kr., då den avslutande delen av stenåldern, eller bondestenåldern, börjar.
Under bronsåldern (ca 1800-500 f.Kr.) är basen i ekonomin fortfarande jordbruket, men flera exklusiva föremål av brons och andra kopparlegeringar förekommer troligen som bytesvaror. Kopparföremål som tillverkats på Cypern omkring 1600 f.Kr. har hittats i bland annat Västra Götaland. Exporten handlade till stor del om bärnsten.
Under järnåldern (ca 500 f.Kr.-1050 e.Kr.) förekommer penninghantering för första gången i Sverige. De äldsta påträffade mynten är från 200-talet och det rör sig då om olika importerade romerska mynt i silver och guld. Dessa importerade mynt brukades dock inte för penningvärdet i sig, utan användes i byteshandel dels som statusföremål och dels för silver- eller guldvikten. De första inhemska svenska mynten tillverkades i Sigtuna av Olof Skötkonung år 995 e.Kr. Från vikingatiden är tiotusentals importerade silvermynt påträffade.

## Medeltiden och Östersjöhandeln
I Sverige under folkungatiden på 1250-talet till 1300-talets slut, dominerades handeln av tyska köpmän. I Visby fanns en förbund mellan de tyska städerna som ökade handel i Väst- och Nordeuropa. På 1300-talet blev Visby omsprunget av Lübeck som nu blev Hansans ledande stad. Hansan var en mäktig handelsorganisation med handelsstäder vid Östersjön. Allt detta innebär att landet självt var föga utvecklat vad gäller handelsväsendet under denna tidpunkt i historien och det skulle dröja till stormaktstiden under 1600-talet, innan Sverige blev en riktig handelsnation att räkna med. Detsamma gällde den feodala organisationen som inte var så omfattande i landet. 
Under 1300-talet fick kungen avkastning av gårdar runt om i landet, från kungsgårdarna. Detta för att kunna avlöna sina soldater och för egen del. Övriga skatter förekom inte. 
En viktig produktion blev bergsbruket i Norbergs socken och Stora Kopparbergs socken under medeltiden, där bröts järn och koppar vilket gav penninghushållningen en skjuts uppåt. Detta påverkade i sin tur den långväga handelns omfattning från 1300-talet och framåt. I Nordeuropa var kontakterna via Hansan de viktigaste för Sverige och Norden.
I Sverige finns det inga belägg för att de så kallade skattebönderna eller självägande bönderna skulle haft en bättre ekonomisk ställning under medeltiden. Deras bättre rättsliga status innebar inte alltid lägre beskattningar eller att de var mera välmående, utan ofta istället tvärtom. Storgodssystem eller huvudgårdar har funnit i Sverige men minskade i antal och betydelse efter Agrarkrisen på 1350-talet. Den var mer utbredd än man tidigare antagit även om det ej var i majoritet inom jordbruket i Sverige som i övriga Västeuropa under denna tiden. Vid perioden runt år 1280 fick frälset skattefrihet i Sverige och rusttjänst hos kungen. Detta innebar att län upprättades efter feodalistiskt mönster. Feodaladelns stärkta ställning innebar samtidigt en försämring för allmogen. Samtidigt lyckades landet hålla kvar en stark oberoende bondeklass och de agrara produktionsförhållandena kom därför aldrig att helt feodaliseras. Vid medeltidens slut hade denna klass fortfarande cirka hälften av landets odlingsmark kvar i besittning. Länen delegerades ut av Kungen till adelsmän, men kunde återkallas vilket innebar att någon ärftlig kvasiegendom för de som innehade länen aldrig utvecklades i landet.

## 1500-talet - Jordbruk och bergsbruk

Sveriges BNP/capita år 1000-2006 i jämförelse.

Över 90 procent av Sveriges befolkning hade på 1500-talet sin huvudsakliga sysselsättning i jordbruket. De svenska böndernas ekonomi byggde på självhushållning, vilket innebar att de flesta varor producerades på gården eller inom byn. Varor som såldes utanför det egna området var vid denna tiden till exempel järnet från Bergslagen, tyger och klädesplagg från Västergötland och Hälsingland. De största importvarorna var salt för konservering av livsmedel och kläde främst för att tillgodose efterfrågan från de högre stånden i landet. Bergsbruket omvandlades från en liten hantering till en betydelsefull industri i slutet på 1500-talet i landet. Det var främst två förändringar som möjliggjorde denna förändring. Den första var att man började kunna framställa tackjärn i masugnar och inte som tidigare smidesjärn med ojämn kvalitet. Dels så byggdes hammarsmedjor där man kunde färska (bränna bort en del av kolet) tackjärnet till smidbart stångjärn. Järnet blev Sveriges viktigaste exportvara under Gustav Vasas regeringstid och framåt, från att ha varit en fjärdedel av exportvärdet steg järnets andel till tre fjärdelar av det samlade exportvärdet. Då hela exportvärdet samtidigt höjdes så innebar det att järnexportens absoluta värde fördubblades från 1550-talet till år 1600 och femdubblades sedan under 1600-talet. Koppar utvanns i allt större mängder vid Falun. Det absoluta värdet av utvinningen 20-faldigades i slutet på 1500-talet i jämförelse med siffrorna under Gustav Vasas tid. 
Sala silvergruva spelade också en roll under 1540-talet framförallt, dess betydelse var främst som inkomstkälla till staten. 
Utrikeshandeln styrdes inte längre via Lübeck men istället kom holländarna att överta denna roll och de svenska köpmännens inflytande förblev litet. 
Sverige var under denna tiden ett starkt specialiserat råvaruexporterande land. Under 1500-talet utvecklades en mer organiserad förvaltning av riket, genom ökad naturahushållning och genom att organisera kronans handel. Inkomsterna till staten för försäljning av olika varor steg under den här perioden.

## 1600-talet - Förvaltningsreformer och handelsexpansion
Sverige förde alltmer en merkantilistisk politik från 1500-talet, och utvecklingen förstärktes under 1600-talet. Förvaltningen i landet fick fastare former under rikets kansler Axel Oxenstierna. Centrala ämbetsverk i huvudstaden och länsstyrelser under landshövdingar tillsattes. Uppgifterna var bland annat för landshövdingarna att på det lokala planet kontrollera skatteuppbörden med hjälp av sina fogdar.. 
Den ekonomiska expansionen under Stormaktstidens 1600-tal innebar att man försökte utvidga handeln mot Östeuropa och Centraleuropa. Det misslyckades dock då den ryska och polska exporten tog andra vägar än via Sverige, däremot lyckades man med att sälja koppar och järn i allt större utsträckning på världsmarknaden. En fördubbling av järnexporten uppnåddes under 1600-talets tre första decennier och tredubblades därefter fram till år 1700. Bland annat var en faktor viktig i detta sammanhanget och det var den allt bättre kvaliteten på det svenska järnet. Nu kunde man smida järn med större hårdhet, det så kallade vallonjärnet tillverkades nu och i Mellansverige uppkom flera järnbruk. Sveriges finanser var ansträngda under de många krigen, men ändå kunde den svenska utrikeshandeln med järn och trävaror fortsätta att växa ända fram till de två sista åren av Karl XII:s regeringstid, till år 1716.

## 1700-talet - Jordbruksexpansion
Grunden för den ekonomiska expansionen i Sverige, liksom i övriga Europa låg i den jordbruksrevolution som tog fart under 1700-talet. Den ökade produktionen per person gav en ökad arbetsfördelning, ökad marknadsproduktion och en ökad kapitalbildning (sparandet ökade till nya investeringar). 
Tillväxten av produktionsfaktorerna arbete, land (genom nyodlingar bland annat) och kapital låg bakom jordbrukets förbättringar från 1750-talet i Sverige. I början av 1740-talet fördes den ekonomiska politiken av ett parti som kallades "Hattarna". Sverige hade då en expansiv ekonomisk politik (merkantilismen) och staten gav stora bidrag (subventioner) till industrin för att exporten till andra länder skulle bli stor. 
Penningmängden steg och därmed även priserna, det blev inflation. Den expansiva politiken ledde till ett underskott i statens finanser, staten hade en underbalanserad budget. I mitten på 1760-talet övergick regeringsmakten till partiet ”Mössorna”. Dessa avvecklade subventionerna, minskade penningmängden och halverade priserna. Denna deflationspolitik (prissänkningar på varor och tjänster) resulterade i en återhämtning i ekonomin, och en ökad ekonomisk tillväxt. 
Mössornas ekonomiska politik innebar också att man drev igenom ett antal lättnader i den stränga näringslagsstiftningen, resultatet blev ett för stort prisfall vilket drev upp antalet konkurser hos de industrier som beviljats statliga lån av riksbanken tidigare. Arbetslösheten steg av detta och 1769 återtog ”hattarna” regeringsmakten ett par år för att återigen lämna tillbaka den till ”mössorna”. Denna splittrade politik ledde till slut till den starka monarkins inträde med Gustav III på tronen.
Levnadsstandarden i Sverige under 1700-talet har bland annat mätts utifrån reallöner (nominell lön dividerat med ett levnadskostnadsindex), gällande framförallt för en begränsad kategori löntagare, oftast de lägst betalda. Ett annat sätt att mäta levnadsstandardens förändringar har utgått ifrån variationer i bruttonationalprodukten per individ (BNP/capita). Mellan 1735 och 1800-talets början skedde en sänkning i reallönerna för jordbrukarna, mellan 1800 och 1820 ökade reallönerna för att sjunka igen fram till 1840-talet. Därefter skedde en ökning i reallönerna fram till 1900-talets början. I början av 1800-talet hade den fortsatta befolkningsökningen gjort att många människor saknade försörjning. Det är möjligt att Sverige då hade det största antalet undernärda och egendomslösa någonsin i historien att ta hand om.
Handeln och industrin stod i förgrunden för statens intressen under 1700-talet. De merkantilistiska idéerna stod på sin höjdpunkt och det infördes bland annat det så kallade produktplakatet, efter engelskt mönster: navigationsakten. Detta kom år 1724 och innebar att man försökte gynna svensk handel och sjöfart genom att förbjuda fartyg att införa andra varor än de som kom från det egna landet. Handelskompanier bildades också, bland annat det Ostindiska kompaniet år 1731. Vid mitten på 1700-talet kom manufakturerna också till Sverige i större skala. Det var genom statliga lån flera av dessa kom till och de underkastades statlig reglering till stor del. 
Järnproduktionen blev nu allt mer betydande för den svenska industrin och från 1700-talets början fram till århundradets mitt uppgick den genomsnittliga exporten av 45 000 ton per år. Detta var två tredjedelar av den totala exporten från Sverige.

## 1790-1850 - Agrar revolution, protoindustrialisering och konsumtionsrevolution
Under 1800-talets början inträffade en befolkningsökning i Sverige. Staten satsade betydande summor på infrastrukturen under denna period och flera finansiella institutioner, som banker, bildades. Den kraftiga folkökningen hade i Sverige på 1830-talet givit upphov till en stark tillväxt av jordbrukets underklasser men den ökade produktiviteten (produktionsmängd per person) inom jordbruket under början av 1800-talet gjorde att både folkmängden och levnadsstandarden kunde öka samtidigt, vilket inte skett tidigare i historien. Tidigare hade ökad folkmängd alltid lett till mer fattigdom för folket. Produktiviteten kunde nu hålla jämna steg med den ökade efterfrågan som folkökningen gav upphov till, vilket förhindrade prisökningar. Dessutom ökade industrins arbetstillfällen så mycket att antalet arbetslösa inte steg, vilket annars skulle ha sänkt lönerna för arbetarna. 
Man kan jämföra utvecklingen i Sverige med det först industrialiserade landet, England. En debatt har förts i England om industrialiseringens effekter på levnadsstandarden generellt i landet. Man har en splittrad bild av vad som inträffade mellan 1750 och 1850. Det finns de som hävdar att en stagnerande eller sjunkande levnadsstandardsnivå infann sig i England under den andra hälften under 1700-talet, men att detta inte berodde på industrialiseringen som kan antas ge högre arbetslöshet, utan på den stora folkökningen i landet under denna period. 1800-talet gav däremot entydigare en standardökning anser de flesta forskare. Det gäller i alla fall för kvantitativa data som ökade reallöner, men mera osäkert i fråga om ”mjuka faktorer” som livskvalitet till exempel.
Det viktiga under 1800-talet var dock att England undslapp ”den malthusianska fällan” (efter nationalekonomen Thomas Malthus på 1800-talet) som första land i historien. Tidigare hade alltid folkökning lett till dels en ökad efterfrågan på livsmedel och stigande livsmedelspriser samt dels ett ökat utbud av arbetskraft och sjunkande nominella löner, två faktorer som båda leder till sjunkande reallöner. 
Nu visade sig Malthus teori inte stämma och folkmängd och levnadsstandard ökade parallellt. Anledningen till detta brukar antas vara den ökade produktiviteten inom jordbruket, vilken kunde hålla jämna steg med den ökade efterfrågan som folkökningen gav upphov till. Detta förhindrade prisökningar, samt att industrins arbetstillfällen ökade så mycket att ingen stor reservarmé av arbetslösa skapades vilket skulle ha pressat ner lönerna.

### Investeringar och ökad produktivitet
Med början på 1840-talet avreglerades den svenska ekonomin i stor utsträckning, industrialiseringen började och tillväxttakten ökade avsevärt. Vid denna tidpunkt de svenska skatteintäkterna låg långt under tio procent av BNP. På 1930-talet var skattenivån
började öka kontinuerligt och i slutet av 1980-talet översteg nivån 50 procent. Det var dock inte förrän på 1960-talet som den svenska skatten i förhållande till BNP översteg system i de flesta andra västländer.
Inkomster och konsumtionsnivå steg i Sverige, liksom produktiviteten inom jordbruket under perioden 1820-1850-talen. Samtidigt finns flera faktorer som tyder på att utvecklingen under 1830-talet gynnade de besuttna, medan den starka befolkningsökningen samt tendensen till sjunkande reala daglöner innebar en ökad proletarisering. Mellan 1830 och 1840-talets slut minskade konsumtionen av livsmedel vilket kan ses som ett tecken på en ökad social differentiering, förbunden med en något sjunkande levandsstandard för de växande underklasserna. Samtidigt som stigande inkomster för de besuttna var fallet. De höga spannmålspriserna drev på investeringarna. En betydande ökning i produktionen av spannmål i hela Sverige fanns också under perioden 1780-1829. Försörjningsförmågan inom jordbruket ökade på grund av skiftesrörelsen och nyodlingsverksamheten, som gav en jämnare och säkrare produktion av livsmedel. 
Generellt sett blev 1800-talet dominerat av skiftesreformer (uppdelning av jord) och laga skifte år 1827 innebar en kraftig ökning av den odlade jorden bland annat genom uppodlingen av allmänningarna. 1870 var ungefär hälften av jorden skiftad, så det var en långsam process. Under denna period blev potatisen viktig för folkets försörjning: 1815 var produktionen 120 000 ton potatis, år 1870 1 miljon ton, befolkningen steg under perioden från 2,4 till 4,1 miljoner men jordbrukets ökande avkastning gjorde att försörjningen blev bättre hela tiden, även om framgångarna inte kom det stora flertalet jordbrukare tillgodo utan främst de självägande bönderna.
För jordbruksarbetarna var villkoren olika, även om generella förbättringar skedde under perioden från 1800-talet och framåt vad gäller levnadsstandard och löneutvekling. 
Statarna var egendomslösa jordbruksarbetare vilka anställdes på en jordegendom, för en viss tidsperiod. Dennes inkomst bestod till största delen av naturaförmåner, det vill säga mat och dryck utbetalades som lön. Kontantdelen var en liten del av ersättningen för utfört arbete. Statarsystemets ekonomiska fördelar hade gjort det gamla torparsystemet gammaldags. Detta system hade tidigare dominerat bland jordbrukets egendomslösa jordbruksarbetare. Det var nu bättre att ha anställda arbetare i närheten av godset, när arbetsgivaren behövde utnyttja arbetskraften. I Sverige fanns statarklassen allt sedan 1700-talet, men tillväxte betydligt i antal mot slutet av 1800-talet och var en stor arbetskratsandel i landet runt sekelskiftet och även under 1920-1930-talen. Stataren kunde ej flytta som han ville, utan var bunden till godset under en fastställd kontraktstid. Systemet tillväxte under en period då bondeklassen hade en stark makt och inflytande på den förda politiken i landet. För statarna var arbetstiden längre generellt sett jämfört med andra grupper av jordbruksarbetare och även jämfört med industriarbetarna.
Konjunkturen var svag under 1820-50-talet inom jordbruket, med låga priser och sjunkande reallöner, samtidigt skedde en växande produktion och en konstant konsumtion inom livsmedelssektorn. Vad gäller konsumtionen av industrivaror per capita kan man se en liknande trend som utmärkte jordbruket: fram till cirka 1820-talet ökade ej konsumtionen, däremot  steg konsumtionen mycket mellan 1825 och 1855, för att sedan fram till 1870-talet endast bli svagt ökande.
Sveriges näringsliv på mitten av 1800-talet karakteriserades mest av bergsbruket förutom att jordbruket ännu var ojämförligt störst som produktions- och inkomstsektor, På 1830- och 1840-talen flera tekniska nyheter, bland annat lancashiresmidet, som ledde till fler storbruk. Järnmalmsbrytning och tackjärnsproduktion fördubblades mellan 1830 och 1860. Skogsbruket utvecklades snabbt, bland annat genom Englands övergång till frihandel, vilket öppnade upp en stor trävarumarknad för Sverige. Tekniska uppfinningar underlättade hanteringen, bland annat ångsågen på 1850-talet. Anläggningarna kunde läggas vid kusterna vilket sänkte transportkostnaderna. Fabriksindustrin spelade en mindre roll under denna tiden, undantaget Borås med sina förlagsindustri. Verkstadsindustrin som Kockums och Bolinders m.fl fick ett uppsving i och med att fler ångmaskiner började produceras för såg- och järnverk.

## 1850-1890 - Den moderna tillväxtens och den internationella handelns genombrott i Sverige
Runt 1850-talet närmade sig Sverige också liberalismens ideal vad gällde frihandelsprincipen. Livsmedelstullarna sänktes, alla import- och exportförbud, utom förbudet mot export av järnmalm, avskaffades. En viktig förespråkare för detta var finansminister J. A. Gripenstedt vars frihandelsreformer var viktiga för utvecklingen inom näringslivet. 
Tullfrihet för livsmedel infördes och tullskyddet för den svenska industrin sänktes. Anledningen till detta var att de ledande näringsverksamheterna i Sverige; jordbruket, bergsbruket och skogshanteringen var så utvecklade att protektionismen inte längre var ett skydd för storbönderna och de borgerliga företagarna.
Sveriges förändring från jordbruksproducent till modern industristat antas börja under senare hälften av 1800-talet, tre fjärdedelar av vår befolkning levde ännu av jordbruk på 1860-talet. Vid första världskrigets utbrott hade jordbrukarna minskat till hälften av landets invånare. 

Konjunkturcykler i Sverige år 1842-2001.

Från mitten av 1800-talet inleddes en liberal reformperiod och övergång till marknadsekonomi, som bland annat resulterade i avreglering. Den liberala doktrinen blev en accepterad princip och näringsfrihet utan statlig inblandning sågs som något positivt. Detta mönster bröts snart, som under 1880-talets jordbrukskris med fallande varupriser, vilket innebar att de statliga ingripandena återigen ökade. Ett exempel på detta är de stora investeringar svenska staten gjorde i infrastrukturen, järnvägar m.m., från 1850-talet och framåt.
Just den första "världskrisen" i västvärlden 1857-58 innebar att den svenska ekonomin blev påverkad av de internationella konjunkturväxlingarna. De politiska följderna blev en nationalliberal ekonomisk politik, där staten gick in och styrde ekonomin när så behövdes, speciellt i lågkonjunkturer. Detta skulle förstärkas än mer under nästa kris i Europas ekonomi från 1873.
De industrier som gynnades av efterfrågan under denna tid var främst trävaruproduktionen. Sågverk växte upp i massor, det tillkom flera massafabriker som producerade papper, vilket efterfrågades alltmer från utlandet. Järnhanteringen fick ett uppsving genom de nya metoderna för att framställa stål.
I Sverige ökade industrins tillväxt under 1850-1900 vilket innebar en ökad levnadsstandard, en ökad konsumtion av köttprodukter och höjda löner. Mätt i köpkraft var lönerna för vissa kategorier arbetare bland de högsta i Europa vid slutet av seklet. Samtidigt skapade den industriella expansionen sociala problem, som staten började ta mer ansvar för. I lagar under 1870- och 1880-talen reglerades fattigvård, barnarbete och arbetsskyddsfrågor.
Den ekonomiska tillväxten i Sverige accelererade under tre korta perioder då produktionen tog fart och steg mycket. Den första perioden var på 1850-talet, den andra på 1870-talet och den tredje på 1890-talet. Den industriella expansionen var delvis driven av exogena faktorer som den ökade efterfrågan från utlandet på landets olika produkter, vilket sammanhängde med den ökade frihandeln i Europa från 1840-talet. 
Industrialiseringen av Sverige kom igång sent, c:a 100 år efter de i Storbritannien. När den väl kom igång gick det dock desto fortare. Industrialiseringen underlättades och stimulerades av ett antal faktorer: 
- Liberala reformer av lagstiftningen där krångliga regler för t.ex. skråväsendet avskaffades och ersattes av näringsfrihet
- Förmögna privatpersoners villighet att riskera (delar av) sin förmögenhet genom att investera i nya affärsverksamheter
- Kraftig befolkningstillväxt. Från 1850 till 1900 växte befolkningen från 3.5 miljoner till 5,1 miljoner
- Införande av folkskola bidrog till högre kunskap hos arbetare
- Relativt bättre tillgång till råvaror i jämförelse med många närliggande länder
- En efterfrågan från länder där industrialiseringen kommit igång tidigare på malm- och skogsråvaror och/eller förädlade sådana produkter
- Investeringar i kommunikationer såsom järnvägar möjliggjorde frihet i lokalisering av industriell produktion
- Tillgång till ny teknik såsom ångenergi, liksom uppfinningar och utvecklad teknik inom flera områden, exempelvis stålproduktion, säkerhetständstickan, mjölkseparatorn, elektroteknik, dynamit, kullagret och skiftnyckeln bidrog till den svenska industrialiseringen

Från 1870-talet skedde en industriell expansion i Sverige som fick en genomgripande betydelse för samhället. 1870 hade Sverige 50 000 industriarbetare. År 1900 uppgick antalet industriarbetare till 300 000. Fortfarande sysselsattes 57 procent av befolkningen inom jordbruket, en minskning dock från 90 procent 100 år tidigare. En omfattande investeringsverksamhet inleddes inom industrin och i bostads- och järnvägs-byggandet. En ökad jordbruksexport uppkom, samt en stor ökning i kapitalvaruindustrins produktionsvärde (maskiner, utrustning med mera).

### Det industriella genombrottet
Man kan tala om ett industriellt genombrott i Sverige från mitten av 1800-talet och fram till första världskriget, både i termer av en ökad genomsnittligt tillväxttakt för hela ekonomin, en stor ökning av industrisektorns andel av ekonomin och viktiga organisatoriska förändringar inom den industriella sekorn som produktion, finansiering och distribution. Mellan åren 1859 och 1914 ökade industriarbetarna i antal från 9 procent till 30 procent av befolkningen.
Stora ekonomiska förändringar leder till nya institutionella arrangemang, vilket man ser i slutet av 1800-talet då det ökade industriella arbetet för befolkningen gav upphov till bland annat fackföreningar, sjukkasseväsen och arbetsgivarföreningar. Under denna individualismens tid var samtidigt staten som stod för en viktig roll i den industriella uppbyggnaden i Sverige. Den organiserade kapitalismen i motsats till frihandelskapitalismen under liberalismen kom att dominera samhället. Staten hade nu en mer samordnande och överordnande funktion. En gemensam intressesfär under en liberal ekonomi bildades mellan staten och industrin.
Vad som orsakade den industriella genombrottet i Sverige under 1850-talet menar dagens forskning mycket var beroende av ökad efterfrågan och inte av enstaka innovationer som man tidigare ansett. Efterfrågan styrde alltså mycket av utvecklingen och det var inte tekniken och dess förändringar som fällde avgörandet. Även produktionsförhållandena: klasserna och deras förändrade sammansättning och beståndsdelar, till exempel en större lönearbetarklass och fler potentiella köpare, var viktiga som förklaring till industrialismens genombrott.
Den ökade fjärrhandeln gav upphov till nya efterfrågemönster vilket stödde utvecklingen mot alltmer industrialiserad, centraliserad och mekaniserad produktion, generellt sett. Den ökande kapitalförsörjningen gav mer realkapital och kom från källor där ändrade produktionsförhållanden (handelshus, företag, banker, statens kreditinstitut, privata investerare..) utgjorde basen för den industriella omvandlingen. 
Från 1870-talet skedde en industriell expansion i Sverige, som fick en genomgripande betydelse för samhället. En omfattande investeringsverksamhet inleddes inom industrin, I bostads- och järnvägsbyggandet. En ökad jordbruksexport inträffade samt en stor ökning I kapitalvaruindustrins produktionsvärde. Det var en kraftig utländsk efterfrågan på svenska exportvaror som genererade denna utveckling.
Folk började invandra från landsbygden till städerna i allt större utsträckning, under 1890-talet. Det som bland annat möjliggjorde denna utveckling var rationaliseringar inom det svenska jordbruket, slåttermaskiner, konstgödning, nya växtföljder med mera. introducerades de två sista decennierna på 1800-talet i jordbrukssektorn. Sockerbetorna dominerade i Sydsveriges produktion, bättre foder, boskapsraser och Lavals separatorer gjorde att animalieproduktionen kunde ökas. Att jordbruksproduktionen generellt kunde ökas var också en förutsättning för industrins tillväxt under slutet på 1800-talet. Skogsindustrierna fortsatte att expandera under andra hälften av 1900-talet, med ökad produktion och export av trävaror som brädor och plank, även råvaran till pappermassaindustrin och pappersbruken kom från skogsbruket. Tekniska framsteg inom sulfat och sulfitmetoderna möjliggjorde denna industris tillväxt. 
Järnindustrin blomstrade genom den ökande efterfrågan på svensk järnmalm från delar av Europa som också höll på att industrialiseras. I Mellansverige fanns företag som Sandvikens järnverk, Uddeholm, Domnarvet och Fagersta inom järn- och stålproduktionen. Järn och skog var de två faktorer som mest bidrog till landets ekonomiska uppsving under denna perioden. 
Verkstadsindustrin växte också och landet fick flera ledande företag inom sektorn som bara tillverkade en eller ett fåtal varor med hög teknisk kvalité: LM Ericsson, Asea, Alfa-Laval (de Laval), Aga, Electrolux, Saab, Volvo och så vidare. De flesta av företagen tillkom åren 1890-1910. 
Konsumtionsvaruindustrin har också ökat sedan 1870-talet och det var nu modern fabriksdrift som sattes igång alltmer: konfektionsvaror inom klädes- och tygsektorn, fabriksgjorda skor, cyklar, symaskiner med mera. Inom varje industrigren har under hela perioden en ökad grad av mekanisering /automatisering) skett, detta har förstärkts genom elektrifieringen av verksamheter, vilket rationaliserat driften väsentligt från 1890-talet och framåt. 
Det krävdes stora kapitalinvesteringar förutom arbete och uppfinningar med mera, för att industrialiseringen skulle kunna ske. Av betydelse för industrialiseringen var förmögna privatpersoners villighet att riskera sina (delar av) förmögenheter i nya affärsverksamheter. Under 1800-talets senare del kom det mesta av lånekapitalet i forma av lån från Frankrike, Tyskland och England, de var mest ägnade till utbyggnaden av kommunikationsnätet i landet. Det moderna bankväsendet spelade också en viktig roll i och med att småbanker bidrog till att lösa kapitalförsörjningen vad gällde jordbruksrationaliseringar och de första industrialiseringsförsöken under 1820-talet. Från mitten av århundradet blev affärsbankerna de som tog över mer av kreditmarknaden då behoven ökade. Stockholms Enskilda Bank grundad 1856 är ett exempel på detta.

## 1890-1930 - Den andra industriella revolutionen - industrisamhällets genombrott

Strejker och lockouter i Sverige år 1903-2005. Grafen visar antal arbetsinställelser och andel anställda som berörts.

1900-talet var industrins sekel, då industrin växte kraftigt, mognade och samtidigt kontinuerligt omvandlades, det var ett sekel då Sverige på 1960-talet var ett av de rikaste länderna i världen, sett till BNP per person. Enbart på 1890-talet hade pappersexporten tredubblats och järnexporten åttadubblades. Emigrationen stannade av vilket gav mer lokal arbetskraft. Perioden 1900-1950 var Sverige ett land i stark tillväxt ekonomiskt, vilket sedan mattades av och blev till en nedgång under andra halvan under 1900-talet. Det är också så att Sverige varit mycket beroende av den internationella ekonomiska konjunkturen under hela århundradet och att utrikeshandeln och den industriella expansionen styrts av sk. exogena faktorer till stor del. Så har till exempel den svenska utrikeshandeln varit en sådan viktig faktor. Sedan 1800-talets mitt ökade utrikeshandeln snabbare än både BNP och industriproduktionen. För Sverige finns nationalräkenskaper ända från 1860-talets början, dessa visar att bruttonationalprodukten under cirka 100 år har vuxit med ungefär tre procent i genomsnitt per år, vilket är en hög siffra i jämförelse med andra europeiska länder under samma tidsperiod. 
I början av 1900-talet uppmärksammades alltmer industrialiseringens inverkan på sjukdom, fattigdom, olycksfall med mera och behovet av sociala reformer växte. Motsättningen mellan arbete och kapital kom också fram allt tydligare nu och kampen märktes bland annat i de strävanden som fanns för föreningsrätt och strejkrätt. Risken för att hamna i arbetslöshet uppmärksammades också i och med att sysselsättning och försörjningsmöjligheter blev osäkrare i industrisamhället jämfört med det gamla jordbrukssamhället. Initialt fanns ett utbrett motstånd mot fackliga strävanden på arbetsgivaresidan, men detta gav vika för det gemensamma intresset hos både arbetsgivare och arbetstagare att inrätta en förhandlings- och avtalsordning som kunde leverera arbetsfred och stabila villkor för såväl företag som anställda. Efter det första världskriget förde regeringen under 1920-talet en deflationspolitik med stram penningpolitik som ledde till en ökad ekonomisk tillväxt i landet. 
Löneskillnader fanns, speciellt innan kollektivavtalen kom på 1920-talet. Kontantlönen som var en del av betalningen till statarna, steg långsammare än priserna åren 1913-1917 och ingen levnadsstandardökning skedde förrän runt år 1917. Då på grund av inflationen och de kraftiga löneökningarna som då genomfördes för statarna. 1920-1923 föll levnadsstandarden åter under depressionen, men levnadskostnaderna sjönk samtidigt så en utjämning skedde och reallönen blev konstant för statarna. 
Efter 1924 var utvecklingen stabilare då fackföreningsrörelsen och kollektivavtal hjälpte upp situationen för jordbruksarbetarna.[källa behövs] Ett stort arbetskraftsutbud höll dock nere lönerna under hela 1920-talet. Den 12 oktober 1944 bestämdes i avtal att statarna skulle bli lönearbetare för att ej halka efter bland annat industriarbetarna så mycket som de tidigare gjort. Den 31 oktober 1945 trädde det nya kontantlönesystemet i kraft.
Under 1920-talet var Sverige ett av de mest strejk- och konfliktbenägna länderna i Västeuropa. Saltsjöbadsavtalet år 1938 satte stopp för detta och den svenska modellen med samförstånd på arbetsmarknaden uppstod. Resultatet blev ett avtal mellan Svenska arbetsgivareföreningen (SAF) och Landsorganisationen (LO) om en bestämd förhandlingsordning vi konflikter som finns än idag i stort sett, vilket bland annat givit en grund för fredliga förhållanden på arbetsmarknaden och fortsatt svenska ”välfärdsbygge” . Det innebar också att det blev mycket svårare än tidigare att igångsätta strejker och lockouter på arbetsmarknaden. 
Arbetslösheten var relativt låg i landet fram till 1920-talet, men de steg snabbt med 20-talskrisen till en nivå omkring 25 procent. Efter krisen låg talen runt 10-12 procent under resten av 1920-talet, det vill säga. Betydligt över nivån före kriget. Under 1930-tals depressionen steg åter talen till över 20 procent. Inte förrän under mitten av 1940-talet nådde arbetslösheten under 5 procent. Socialpolitiken ändrades under industrialiseringens utbredning, det som tidigare sköts inom bykollektivet eller i familjen gällande arbets- och försörjningsfrågor, måste ersättas med ett nytt försörjningssystem. En aktivare statlig och framförallt kommunal politik för kostnadsansvaret och kontrollen måste utformas. Det vill säga en överflyttning av vissa funktioner från privat till offentlig sektor.

## 1930-1973 - Industrisamhällets höjdpunkt

### 1930-1950 - Depression, folkhemmets välfärdspolitik och andra världskriget
1930-talets början var en turbulent tid med minskad världshandel och depression. Både i Sverige och utomlands upplevde man fallande priser och en enorm arbetslöshet. I Sverige infördes en låg räntenivå, vilken bottnade i en ändrad ekonomisk politik. För att stimulera byggande och andra investeringar och för att motverka den ekonomiska krisen införde staten den nya politiken. Under 1920-talet hade statsmakten fört en annorlunda politik med åtstramningar och sparande, som de främsta målen. En undervärderad krona, efter år 1931 gav också en ökad export från Sverige, vilket ledde till att mer kapital fanns på hemmamarknaden och därmed skapade utrymme för en låg inhemsk räntenivå. 
Det låga ränteläget innebar att den svenska ekonomin sköt fart under 1930-talets början. 
Byggnadsinvesteringarna ökade mycket under perioden, liksom maskininvesteringarna. Finanspolitiken med underbalansering av budgetarna fick inget genomslag i början av 30-talet, men det som var viktigt var att den relativa nivån för statsutgifterna var högre än under föregående decennium. Vidare ökade statsutgifterna och statsskatterna under denna period, vilket gav staten mer inkomster att använda i konjunkturpolitisk avseende. Det viktigaste var den ändrade synen på den ekonomiska politiken, på det psykologiska planet, under 1930-talets början.
Nationalekonomen Gunnar Myrdal framförde på 30-talet att orsaken till den höga arbetslösheten var den låga efterfrågan i samhället och menade att en underbalanserad budget i dåliga tider skulle öka efterfrågan och få fart på ekonomin. I en konjunkturnedgång borde man stimulera ekonomin genom större statliga utgifter, främst i form av offentliga arbeten. Detta skulle öka efterfrågan eftersom utgifterna gav upphov till inkomstökningar på ett håll i ekonomin, vilket genererade nya utgifter och därmed inkomster på ett annat håll i ekonomin. En sk. multiplikatorprocess satte alltså igång och bidrog till en konjunkturuppgång. Den nya arbetslöshetspolitiken från 1933 blev expansiv i landet och finanspolitiken ändrades. Denna nya syn innebar samtidigt en brytning med den neoklassiska teorin. Denna teori hade mycket gemensamt med Keynes resonemang i England vid samma tidpunkt. Inom socialdemokratin fanns en idétradition där bland annat den marxistiska teorin spelade en roll. Ernst Wigforss, finansminister 1932, var en framstående marxistisk teoretiker och sambanden mellan marxistisk och keynesiansk analys måste han ha sett eftersom han följt den engelska debatten sedan 1920-talet.
En låg ränta innebär enligt ekonomisk teori att investeringarna ökar, vilket innebär att fler arbetstillfällen skapas och att produktionen och konsumtionen totalt sett ökar i samhället. Denna effekt kunde tänkas accelereras genom den sk. multiplikatoreffekten som Keynes beskrev i sin bok, detta skulle göra att BNP i ett land ökade. Denna effekt kan i princip fungera i en lågkonjunktur, men är svårare i en högkonjunktur, eftersom det då redan föreligger en överhettad ekonomi med låg ytterligare produktions- och investeringspotential inom landet. Låga räntor tenderar också att öka inflationen i en högkonjunktur då produktionen närmar sig fullt kapacitetsuttnyttjande. Bristen på arbetskraft och material driver upp löner och priser i ett sådant läge, vilket gynnar importen och hämmar exporten i ett land.
Den ekonomiska politik som fördes från 1930-talet byggde på en uppgörelse mellan Bondeförbundet och Socialdemokraterna år 1933, då lades grunden till statens större inblandning i samhället och vid utformningen av en praktisk politik. Det innebar bland annat mer satsningar på offentlig verksamhet, överbryggning av konjunkturnedgångar genom ökade offentliga investeringar med mera, alltså en aktiv statlig politik för att hålla arbetslösheten nere och samtidigt hålla prisnivån stabil. Staten ingrep till exempel mycket kraftfullt än under inflations-vågen under andra världskriget. Prisstegringarna blev mycket lägre än under första världskriget, på grund av att statsmakterna införde pris-, löne- och hyresstopp.
Den svenska konjunkturen 1929-55 utmärktes i stort av uppgång och struktur-rationaliseringar inom industrin. Det vill säga det skedde inte stora nyinvesteringar i landet under denna period, utan med befintlig industristruktur gick tillväxten uppåt under perioden. Efter andra världskriget startade en ny period av mycket snabb expansion för Sveriges industri, exporten till andra länder steg snabbt. Däremot innebar behoven inom landet att importen ökades samtidigt, vilket försämrade handelsbalansen. Detta löstes med devalvering, nedskrivning av kronans värde, vilket upprätthöll den fortsatta ökningen av exporten.

### Skattesystemets utveckling
Grunden för Sveriges skattesystem lades i en skattereform 1902, då bland annat den allmänna självdeklarationen infördes och man kan börja tala om en riktig inkomstskatt. Bakgrunden var att det sena 1800-talets industrialisering hade gett upphov till en ny samhällsgrupp: industriarbetarna. Många av dem hade tack vare att penningvärdet minskat och lönerna ökat fått rösträtt till andra kammaren (gränsen låg vid en årlig inkomst på 800 kr) och då röstat in Hjalmar Branting som första socialist i riksdagen 1897. De framförde många krav på ett nytt skattesystem och fick till slut gehör även i den första kammaren, som 1902 gick med på en progressiv inkomstskatt. Men den allmänna bevillningen fanns kvar och gjorde skatten krånglig och svårförutsägbar.[källa behövs] Först 1910, efter rösträttsreformen, kunde man på allvar bygga om systemet. Progressiviteten cementerades och förstärktes och bevillningen blev i realiteten en kommunal angelägenhet, snarare än en statlig. [källa behövs]
Skatteuttaget i Sverige höll sig i länge lågt i relation till andra länder. Ännu 1916 var skattekvoten inte högre än 7,5 procent. Många länder höjde sina skatter under andra världskriget, och så också Sverige. Men eftersom Sverige var relativt oskatt av kriget kunde man 1950 uppvisa ett så lågt skatteuttag som 18 procent.[källa behövs] Det ökade sedan under 1950-, 60- och 70-talen till följd av den offentliga sektorns expansion för att i slutet av 1970-talet ligga på cirka 45 procent. Marginalskatten på inkomster var 1979 i vissa fall så hög att skattebetalare endast fick behålla 10 procent av en inkomstökning. År 1981 genomfördes en skattereform genom en uppgörelse mellan socialdemokraterna, folkpartiet och centerpartiet (kallat "den underbara natten"), som ledde till successiva sänkningar 1982–1983. Men strax därefter började skattekvoten stiga igen, och Sverige nådde 1990 den högsta nivån någonsin, då skattekvoten uppgick till 50 procent. Efter den ekonomiska krisen i början av 1990-talet gjordes en ny skatteuppgörelse, ibland kallad "århundradets skattereform", denna gång mellan socialdemokraterna och folkpartiet. Syftet var att bredda skattebaserna, minska avdragen, flytta fokuset från indirekt till direkt beskattning, samt att minska de högsta marginalskatterna till 50 procent.[källa behövs] Sveriges skattekvot har sedan 1990 trendmässigt fallit för att 2022 uppgå till 41,4 procent, vilket är den lägsta skattekvoten sedan 1975.

### 1950-1973 - Rekordår, industrialismens guldålder och den första oljepriskrisen

Olika sektorers bidrag till Sveriges BNP, 1800-2000.

Efter andra världskriget startade en period av mycket snabb expansion för Sveriges industri, exporten till andra länder steg snabbt, däremot innebar behoven inom landet att importen ökades samtidigt, vilket försämrade handelsbalansen. Detta löstes med devalvering, eller nedskrivning av kronans värde vilket upprätthöll den fortsatta ökningen av exporten. Koreakriget 1950-51 spädde på utvecklingen med en uppgång i produktionen och priser. Staten gick sedan in under lågkonjunkturen i slutet av 1950-talet med stimuleringar till näringslivets investeringar vilket höll uppe produktionen.
Under 1960-talet upplevde såväl Europa som Sverige en period av snabb ekonomisk tillväxt, det var en period av ökad frihandel som lade grunden till detta. Sverige upplevde under 1970-talet en ökande andel av offentlig konsumtion som innebar en stabiliserande faktor på konjunkturerna. Mellan åren 1948 och 1973 skedde också en tillväxt i världshandeln, som växte med i genomsnitt åtta procent per år, vilket för Sverige som exportberoende land var av största vikt. En stabilare BNP-tillväxt inträffade genom den ändrade ekonomiska politiken. Statens finanspolitik hade ändrats alltsedan 1930-talet och ekonomernas idéer om motkonjunkturella insatser från statens sida. En annan faktor var den mindre känsligheten för störningar i den inhemska produktionen på grund av mer importerade varualternativ. Vändpunkten kom 1970. Sedan dess har det ekonomiska läget inte gått i positiv riktning för landet som helhet. Inflationen ökade samtidigt som tillväxttakten mattades av och arbetslösheten ökade (så kallad stagflation). En lösning hade kunnat vara om den statliga eller offentliga konsumtionen hade varierat kontracykliskt, det vill säga ökat i lågkonjunkturer och minskats i uppgångsfasen, vilket ej skedde. Inverkan hade varit betydlig eftersom statens och kommunernas förbrukning svarade för en fjärdedel av BNP:s ökning.

## 1975-1992 - Den tredje industriella revolutionen - Tjänstesamhällets genombrott
Den "tredje industriella revolutionen" sedan 1970-talet har mer tonvikt på produktion av unika produkter med hög kvalitet, till skillnad från den tidigare massproduktionen av standardiserade varor. Den har satt nya spår i industrisamhällena: mikroelektronikens utveckling med mer automatiserad produktion och bantad industriell sektor, har ökat klyftan mellan de som blir över, de som får lågavlönade jobb i den växande service- och tjänstesektron och de som får jobb, ett allt mindre antal, i den moderna accelererande sektorn som bland annat innehåller den senaste tekniken och datorkraften. Klyftorna ökar i levnadsstandard och inkomster över tiden enligt Magnusson (1999). Jörberg (1982, b) skriver bland annat att en frigörelse av egna låglöneyrken för produktivare ändamål, under perioden efter 1973, konjunkturellt sett lett till en ökad arbetslöshet. Vidare att en ökad substitution av arbetskraft med kapital skett. Den ändrade befolkningssituationen har också skapat nya problem . Åren 1975-1979 datoriserades och centraliserades dessutom hela det svenska socialförsäkrings- och skattesystemet av Statskontoret på regeringens och finansdepartementets uppdrag.
Mellan 1973 och 1982 var tillväxten halverad jämfört med perioden 1950-60-talen i Sverige. Orsaken till att den ekonomiska tillväxten sjönk efter rekordåren fram till 1990 ligger i det faktum att man glömt bort att samhällets sparande är främst de privata och offentliga investeringarna. Dessa investeringar drivs till största delen av konsumtionen, vilken hade minskat i landet under 1970-1990-talen. Progressiv beskattning gjorde att marginalskatten var som högst 1979, med en topp på 86,7 procent. Den 24 april 1982 ("Den underbara natten") ingicks en blocköverskridande reform om sänkta marginalskatter, som började gälla 1983. För att kompensera för den avtagande tillväxten höjdes dock det totala procentuella skattetrycket successivt till sitt högsta värde, 50,3 procent år 1990.
Under 1980-talets början förde regeringen en expansiv industripolitik med hjälp, subventioner, till industrin. Man hade en starkt underbalanserad budget, en stigande penningmängd och en hög inflation. Inflationen uppvisade toppar på 15,5 procent hösten 1980 och 13,1 procent våren 1991. 1970-talets oljekriser innebar dock att den expansiva finanspolitiken inte längre kunde fullföljas enligt keyniansk anda. När Riksbankens tjänstemän avreglerade kreditmarknaderna genom att avskaffa utlåningstaket vid novemberrevolutionen 1985 innebar detta ytterligare en utveckling i riktning mot ett slut på den svenska modellen, där sysselsättningen tidigare hade setts som det främsta ekonomisk-politiska målet. Rehn–Meidner-modellens mål från 1940-talet, om full sysselsättning och en fokusering på exportindustrins konkurrenskraft (och därmed dess inverkan på den ekonomiska politik som kunde föras), skulle inte längre kunna upprätthållas av statsmakten. 
Riksbankens novemberrevolution 1985 hade inneburit att bankerna kunde sälja en del av sina gigantiska obligationsportföljer och öka sin utlåning. Stora mängder kapital släpptes därmed fria och krediterna expanderade mer än de flesta trott. Hushållen kunde plötsligt finansiera bostadsköp på ett helt annat sätt än då krediterna ransonerats, vilket drev upp bostadspriserna. Samtidigt kvarstod valutaregleringen länge, varför pengarna tvingades kvar i Sverige. Det bidrog till en kraftig hausse på marknaderna för aktier och fastigheter. Ytterligare försök till regleringar gjordes, i form av omsättningsskatten på värdepappeshandel som infördes 1983 och kompletterades med den så kallade valpskatten 1987, men dessa avvecklades 1991.
Partierna genomförde tillsammans en genomgripande skattereform år 1990 som begränsande de offentliga finanserna. Regeringen föreslog en åtstramande politik som skulle hålla nere inflationen på bekostnad av en högre arbetslöshet. Enligt Phillipskurvan tenderar nämligen arbetslösheten att öka med minskad inflation. Finanskrisen 1990-1994 drabbade därmed Sverige hårt med kraftiga underskott i de offentliga finanserna. Landets politiker i alla partier trodde på fast kronkurs 1990-1991 i syfte att senare kunna gå med i Euro-samarbetet. Misslyckade försök gjordes att försvara kronan mot valutaspekulation av bland andra George Soros, genom att höja marginalräntan, under en kort tid upp till 500 procent från den 16 september 1992.

## Från 1993 - Låginflationspolitik och hög arbetslöshet
I samband med att kronan till slut släpptes fri, den 19 november 1992, tillsatte regeringen Bildt Lindbeckkommissionen för att föreslå reformer av det ekonomiska systemet. Den föreslog i mars 1993 självständig riksbank, kvantitativt inflationsmål, striktare budgetprocess och konkurrensutsatt offentlig sektor. Riksbanken hade redan i januari 1993 utannonserat att dess mål förändrades från att försvara kronans fasta växelkurs till kostnadsstabilitet. Det har sedan dess varit vägledande för penningpolitiken. Ett inflationsmål sattes till 2 procent +/- 1 procent, och skulle börja gälla fullt ut 1995. Sedan 1999 är målet att upprätthålla ett fast penningvärde lagstadgat, vilket Riksbanken tolkar som att inflationen ska vara låg och stabil. Monetarismen kan därmed sägas ha fått större inflytande i den ekonomiska politiken efter 1990-talskrisen, med dess prioritering av att stabilisera penningmängden för att få ned inflationen och istället få reallöneökningar. 
Som en konsekvens av bland annat låginflationspolitiken steg Sveriges öppna arbetslöshet snabbt från 2,4 procent år 1990 till 10,3 procent år 1993, och har sedan dess aldrig sjunkit under 6 procent. Emellertid ändrade Sverige sättet att mäta arbetslöshet år 2007 så att heltidsstuderande inte inkluderas. Andel i utanförskap (helårsekvivalenter som försörjdes med sociala ersättningar och bidrag) steg från 14,8 år 1990 till 22,7 procentår 1994, och sjönk inte under 1990 års nivå förrän år 2011.
Göran Persson, finansminister 1994 till 1996, inledde en sanering av den offentliga ekonomin genom rekordstora besparingar. Göran Persson hade kommunaliserat skolan redan som skolminister 1989-1991, och Regeringen Bildt hade kommunaliserat omsorgen med Ädelreformen 1991. Kommunaliseringarna underlättade besparingar men fick negativa konsekvenser för skolans, sjukvårdens och den sociala omsorgens kvalitet. 
Barnfattigdomen fick en topp 1996-1997 med 21 procent av svenska minderåriga i familjer med låg inkomststandard. Den sjönk kring år 2000 och har därefter legat mellan 9 och 10 procent, vilket är lågt sett ur ett internationellt perspektiv. Andelen barn i familjer med hög inkomststandard har ökat nära nog varje år från 7 procent år 1995 till 47,9 procent år 2013. Löneökningarna åts helt upp av inflationen innan 1990-talet, men reallönerna har stigit för varje år sedan 1995, vilket enligt Näringslivets ekonomifakta förklaras inte bara med låginflationspolitik, utan även med stabil lönebildning i Sverige sedan industriavtalet 1997. I takt med 1990- och 2000-talets avregleringar, skattesänkningar och stramare budgetpolitik har tillväxten återigen ökat något. Mellan 1984 och 2014 växte Sveriges BNP per capita med drygt 60 procent, vilket innebär att fördubblingstakten har minskat något under de senaste decennierna.
Efter IT-bubblan under 1990-talet följde en lågkonjunktur under 2000-2002, som bland annat har kallats IT-kraschen, telekomkrisen och "dot-com-döden". Den drabbade framför allt den övervärderade IT-sektorn svårt. Därefter har Sveriges ekonomi såväl som IT-branschen utvecklats starkt, dock aldrig i nivå med rekordåren.
Sverige kom jämförelsevis lindrigt undan under den svåra globala stora recessionen och finanskrisen 2007–2008, med bankkris och lågkonjunktur. Dock inträffade en mindre finanskris i Sverige då den öppna arbetslösheten steg till rekordnivåer på runt 10 procent. Sveriges centralbank Riksbanken sänkte i juli 2009 sin styrränta reporäntan så att inlåningsräntan blev negativ, -0,25 procent. Därmed blev Riksbanken den första centralbanken att nyttja minusränta i försök att stödja ekonomin. Först i december 2019 lämnade Riksbanken den negativa räntan.
De fortsatt ökande klyftorna i landet beror enligt Näringslivets ekonomifakta inte på ökad lönespridning, vilken har varit relativt oförändrad främst under 2000-talet. Klyftorna beror istället på ökad inkomstspridning, bland annat till följd av ökad andel pensionärer, flyktingar och arbetslösa i befolkningen, reallöneökningar för dem som har en anställning, samt utveckling av fastighetspriser och aktier.